# LaSky
«LaSky» —  сеть сервисных организаций профилактике ВИЧ/СПИДа и других ИППП среди мужчин, практикующих секс с мужчинами. Стартовал весной 2004 года. Сейчас «LaSky» является самой масштабной профилактической программой для MCM на территории России.
Основатели проекта обращают внимание на то, что мужчины, практикующие секс с мужчинами в России, являются очень закрытой целевой группой в плане проведения профилактической работы в связи с высоким уровнем гомофобии и гомонегативизма в обществе, что особенно характерно для небольших городов и сельской местности. При этом гомосексуалы нередко подвергаются дискриминации и со стороны медицинских работников, что, в свою очередь, приводит к снижению обращений этой группы населения за профилактической информацией и медицинской помощью. В итоге уровень знаний о ВИЧ-инфекции, ИППП, путях их передачи и способах защиты очень низкий. Недооценка риска заражения половыми инфекциями сочетается с рискованным сексуальным поведением (редким использованием презервативов и любрикантов, травматичными сексуальными практиками, относительно большим количеством сексуальных партнеров), это ведет к высокому риску заражения ВИЧ и ИППП.

## Цели и задачи проекта
Темпы роста эпидемии ВИЧ в России являются одними из самых высоких в мире, и общее число инфицированных ВИЧ составляет около 1 % населения страны. Одной из важных составляющих успешной борьбы с эпидемией ВИЧ являются мероприятия по профилактике инфицирования, включающие в себя, в том числе, развитие и применение образовательных программ информирования широких слоёв населения о методах безопасного секса и снижения риска заражения сексуальным путём. При этом особенно важной является работа с теми категориями населения, которые подвержены наиболее высокому риску инфицирования ВИЧ. Мужчины, имеющие секс с мужчинами (МСМ), являются одной из таких категорий. Эффективность подобных целевых программ профилактики ВИЧ-инфекции продемонстрирована многочисленными исследованиями в различных странах мира. Проект LaSky — одна из таких целевых программ профилактики ВИЧ-инфекции.
Основные задачи проекта:
- Снизить число новых случаев инфицирования ВИЧ и другими ИППП среди MCM;
- Снизить высокорискованное сексуальное поведение среди MCM;
- Повысить обращаемость целевой группы к услугам медицинского сервиса;
- Повысить безопасность специфических для MCM сексуальных практик;
- Применить инновационные и передовые методы работы с MCM;
- Взаимодействовать с лидерами общественного мнения и MCM-сообщества;
- Активизировать MCM-сообщества, занимающиеся преодолением последствий распространения ВИЧ/СПИД/ИППП;
- Сотрудничать с государственными структурами и неправительственными организациями, с целью предотвращения и сокращения негативных последствий, связанных с распространением ВИЧ/СПИД/ИППП среди MCM.

Основными направлениями работы проекта являются:
- Консультативная работа в местах встреч MCM («плешки», кафе, клубы) по вопросам, связанным с ВИЧ/СПИД/ИППП;
- Профилактические акции в гей-клубах;
- Информационные семинары и тренинги по коммуникации для MCM и специалистов, работающих с MCM;
- Профилактическая работа с секс-работниками и эскорт-агентствами;
- Профилактическая работа с глухими и слабослышащими MCM в рамках дочернего проекта «Москва-Deaf»[15][16];
- Интерактивные мероприятия для MCM (дискуссионные встречи, клубы общения, кинопросмотры, фотовыставки, литературные конкурсы);
- Распространение информационных материалов (буклеты, брошюры, открытки); эта работа была отмечена Федеральной службой по надзору в сфере защиты прав потребителей и благополучия человека[17].
- Распространение средств профилактики (презервативов и любрикантов);
- Информационные компании на тематических сайтах и в гей-СМИ; например, проект активно сотрудничает с гей-журналом «Квир».
- Медицинский сервис: анонимная и бесплатная диагностика ВИЧ и некоторых ИППП; в крупных городах (Санкт-Петербург, Москва) открыты центры диагностики и лечения;
- Телефонная служба проекта: консультации, информирование и психологическая поддержка;
- Социологические исследования[18][19];
- Координация работы с другими организациями, занимающимися вопросами ВИЧ/СПИДа[20].

Оценка деятельности проекта:
- Проект признан успешным в увеличении использования МСМ презервативов в качестве средств профилактики ВИЧ-инфекции;
- Участие в программе профилактики было ассоциировано с большей вероятностью обращения в медицинские учреждения для прохождения теста на ВИЧ или другие ИППП;
- Повышенная способность участников программы договариваться с сексуальными партнёрами об использовании презервативов;
- Лучшая информированность участников программы о ВИЧ-инфекции;
- Программа внесла значительный вклад в повышенную доступность бесплатных презервативов для МСМ в 8 регионах России.

## История
С 2002 года — LaSky проводит ежегодные Летние школы, где проводится обучение волонтеров и аутрич-работников проекта. С 2004 года главный офис, координирующий работу региональных отделений, располагается в Москве 1 апреля 2005 года в Москве и Московской области стартовал проект для глухих и слабослышащих МСМ «LaSky-Deaf». В проекте использованы методики, разработанные Центром исследований программ в области СПИДа Висконсинского университета. В 2006 году LaSky-Deaf начал работу и в Санкт-Петербурге.
C марта по май 2007 года «LaSky — Улан-Удэ» проводит литературный конкурс на тему ВИЧ и СПИД среди МСМ. К участию в конкурсе допускались работы, выполненные в жанрах публицистики, прозы и стихотворений.
В 2008 году совместно с Российской ЛГБТ-сетью была запущена программа «Мобилизация и адвокация прав ЛГБТ-сообщества». С 17 по 19 октября 2008 года LaSky принимает участие во Всероссийской конференции гражданских организаций в поддержку ЛГБТ-движения.
21 апреля 2009 года представители проекта LaSky принимают участие в Межвузовском семинаре по проблемам ВИЧ-инфекции, проводимом в Российском государственном медицинском университете.
В мае 2009 года в Санкт-Петербурге открылась фотовыставка «Парни, какие мы есть». В октябре-декабре 2009 года проект LaSky совместно с немецкими коллегами из проекта «Ich weiss was ich tu» перевезли эту выставку в Берлин. В обоих городах были представлены работы фотографов Севы Галкина, Алекса Бего и Сергея Васильева.
В октябре активисты проекта LaSky совместно с Анной Курниковой и Алексеем Воробьевым приняли участие в мероприятии Группы ООН по СПИДу и Фонда «Центр социального развития и информации» для привлечения внимания общества к проблемам ВИЧ/СПИД среди молодёжи.
В конце января 2011 года запущена Интернет-кампания по пропаганде безопасного секса.
С 27 сентября по 15 октября 2011 года в Санкт-Петербурге проходит фотовыставка «Парни. Какие мы есть. Стоит жить». Свои работы представили Сева Галкин, Алекс Бего, Елена Майорова, Макс Орenman, Руслан Elquest и Арсений Кунцевич.

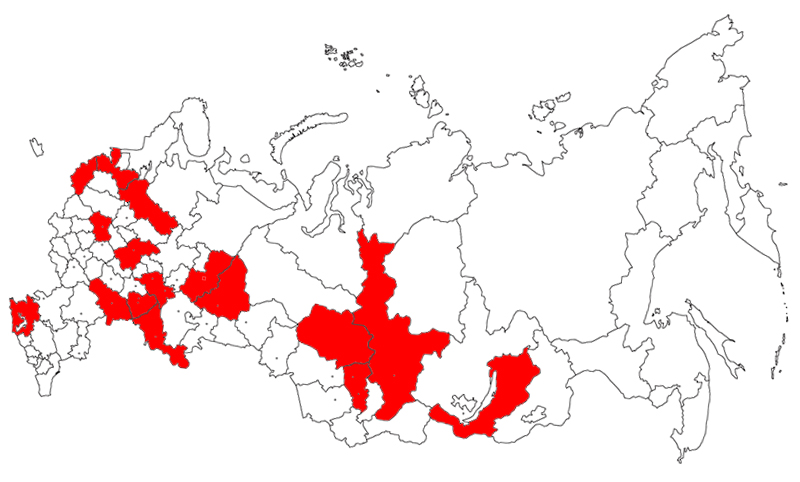
Проекта «LaSky» по регионам Российской Федерации

 За всю историю проекта его представительства были открыты в следующих городах: Москва; Санкт-Петербург; Псков; Вологда и Череповец; Нижний Новгород; Саратов; Самара; Сочи; Казань; Екатеринбург и Нижний Тагил; Оренбург; Кемерово и Новокузнецк; Томск; Красноярск; Улан-Удэ; Калининград; Архангельск.
На 2012 год в 7 регионах России деятельность проекта поддерживалась Европейским союзом, Шведским Агентством по международному развитию и Глобальным Фондом по борьбе со СПИД, туберкулезом и малярией. Сайт Lasky.ru выступает информационным порталом для проекта «Ресурсные центры для проектов, работающих с МСМ, в России», рассчитанного на 3 года.

### Издания проекта
1. Информационный дайджест (2006 год, один выпуск);
2. Юмористический комикс «НИИОПП» (Научно-исследовательский институт организации половых проблем) (2007 год);
3. Анальный секс: разговор по существу (2008 год);
4. Инфекции, передающиеся половым путём. Советы вашего доктора (2008 год);
5. ВИЧ и СПИД (2009 год);
6. Семейные права геев и лесбиянок в России (2009 год) (совместно с Российской ЛГБТ-сетью);
7. Мифы и факты о геях, лесбиянках и бисексуалах (2009 год) (совместно с Российской ЛГБТ-сетью);
8. Сабунаева М. Гомосексуалы на приеме у врача (2010 год) (совместно с РГПУ и Российской ЛГБТ-сетью)[41].